# Kento Momota
Kento Momota (jap. 桃田 賢斗, Momota Kento; * 1. September 1994 in Mitoyo, Präfektur Kagawa) ist ein japanischer Badmintonspieler.

## Karriere
Momotas größte Erfolge sind die Gewinne der Badminton-Weltmeisterschaften 2018 und 2019. 2015 gewann er noch die Singapore Open, 2016 die India Open. 2011 holte er bei den Jugend-Weltmeisterschaften in Taipeh Bronze, ein Jahr später in Chiba Gold. 2012 startete er auch bei den Asienmeisterschaften, wo er im Achtelfinale gegen den späteren Champion Chen Jin ausschied. 2014 erreichte er bei den Asienspielen ebenfalls das Achtelfinale. 2013 gewann er die Swedish International Stockholm, Austrian International und Estonian International.
Nach einer Sperre gab Momota im Februar 2018 sein Comeback und schaffte es, sich innerhalb weniger Monate erneut in der Weltspitze zu etablieren: Bei den Asienmeisterschaften besiegte er auf seinem Weg zum Titel u. a. Weltranglisten-Zweiten Shi Yuqi, Lee Chong Wei sowie den Olympiasieger Chen Long. Bei der Malaysia-Open musste er sich im Finale gegen Lee Chong Wei geschlagen geben. Im Finale der Indonesia Open setzte er sich in zwei Sätzen mit 21-14 und 21-9 gegen den Weltranglisten-Ersten und zu dem Zeitpunkt amtierenden Weltmeister Viktor Axelsen durch und sicherte sich den Titel zum zweiten Mal in seiner Karriere.
Im August 2018 wurde Momota in Nanjing erstmals Weltmeister, nachdem er im Finale gegen Shi Yuqi in zwei Sätzen gewann. Er verteidigte den Titel 2019 in Basel in zwei Sätzen gegen Anders Antonsen.

## Sperre
Im April 2016 wurde Momota wegen mehrfach illegalen Besuchs in Casinos mit sofortiger Wirkung vom japanischen Badminton-Verband suspendiert und wurde auch für die Olympischen Spiele 2016 in Rio de Janeiro nicht nominiert.

## Erfolge

### Herreneinzel
| Resultat                         | Jahr    | Ort / Turnier                   | Gegner             | Ergebnis            |
| -------------------------------- | ------- | ------------------------------- | ------------------ | ------------------- |
| BWF-Weltmeisterschaften          |         |                                 |                    |                     |
| Bronze                           | 2015    | Jakarta                         | Chen Long          | 9:21, 15:21         |
| 33./64.                          | 2014    | Kopenhagen                      | Wei Nan            | 21:18, 18:21, 12:21 |
| Asienspiele                      |         |                                 |                    |                     |
| 9./16.                           | 2014    | Incheon                         | Chen Long          | 19:21, 6:21         |
| BAC-Asienmeisterschaften         |         |                                 |                    |                     |
| 9./16.                           | 2012    | Qingdao                         | Chen Jin           | 10:21, 10:21        |
| 17./32.                          | 2013    | Taipeh                          | Boonsak Ponsana    | 13:21, 16:21        |
| 17./32.                          | 2014    | Gimcheon                        | Liu Kai            | 20:22, 18:21        |
| BWF Super Series Finals          |         |                                 |                    |                     |
| 1.                               | [4]2015 | Dubai                           | Viktor Axelsen     | 21:15, 21:12        |
| 5./6.                            | 2014    | Dubai                           | Srikanth Kidambi   | 21:15, 16:21, 10:21 |
| BWF World Superseries Premier    |         |                                 |                    |                     |
| 1.                               | [1]2015 | Indonesia Open                  | Jan Ø. Jørgensen   | 16:21, 21:19, 21:7  |
| BWF Super Series                 |         |                                 |                    |                     |
| 1.                               | [2]2015 | Singapore Open                  | Hu Yun             | 21:17, 16:21, 21:15 |
| 1.                               | [2]2016 | India Open                      | Viktor Axelsen     | 21:15, 21:18        |
| Badminton Europe Circuit         |         |                                 |                    |                     |
| 1.                               | 2013    | Swedish International Stockholm | Eric Pang          | 21:9, 16:21, 21:18  |
| 1.                               | 2013    | Austrian International          | Riichi Takeshita   | 21:19, 21:12        |
| International Series             |         |                                 |                    |                     |
| 1.                               | 2013    | Estonian International          | Eetu Heino         | 20:22, 21:15, 21:15 |
| BWF-Juniorenweltmeisterschaften  |         |                                 |                    |                     |
| Gold                             | 2012    | Chiba                           | Xue Song           | 21:17, 19:21, 21:19 |
| Bronze                           | 2011    | Taipeh                          | Zulfadli Zulkiffli | 18:21, 18:21        |
| BAC-Juniorenasienmeisterschaften |         |                                 |                    |                     |
| Gold                             | 2012    | Gimcheon                        | Soong Joo Ven      | 21:13, 22:20        |
| Bronze                           | 2011    | Lucknow                         | Zulfadli Zulkiffli | 18:21, 19:21        |